# Arabella Castro Quiñónes
Pour les articles homonymes, voir Castro et Quiñones.
Arabella Elizabeth Castro Quiñónes, née en 1955 à Guatemala, est une avocate et femme politique guatémaltèque et présidente du Congrès guatémaltèque de septembre 1994 à 1995 et de 1997 à 1998.
Elle est également ministre de l'Éducation sous le gouvernement d'Álvaro Arzú et candidate à la vice-présidence en 1999, avec l'ancien maire de Guatemala City Óscar Berger.

## Carrière politique

### Membre du congrès
Elle est l'une des fondatrices du Parti de l'avance nationale et  postule comme députée de la Liste nationale aux élections générales de 1990 où elle remporte son siège pour la première fois. Elle est réélue aux élections de 1994 et 1995. Les élections de 1994 devaient renouveler le congrès et lors de sa prise de fonction, elle est élue présidente dudit organe ; à ce mpment-là, elle devient la seconde femme à présider le congrès dans toute l'histoire du Guatemala.
En 1995, elle est réélue députée pour la période commençant le 14 janvier 1996, date à laquelle elle cesse d'exercer la présidence car un nouveau président est élu.

### Ministre de l'Éducation
Aux élections de 1995, son parti a également remporté la présidence. Ainsi, lorsqu'Álvaro Arzú a pris ses fonctions, elle a été nommée ministre de l'Éducation pour faire partie du cabinet du gouvernement, conformément à la loi, une permission lui a été accordée pour le cumul de ces deux mandats. Un an plus tard, elle démissionne de son mandat de ministre et revient au Congrès en tant que députée pour être élue présidente de cet organe d'État entre 1997 et 1998.
À la fin du mandat, elle a de nouveau demandé la permission de continuer à exercer les fonctions de ministre de l'Éducation jusqu'au 20 avril 1999, puisqu'elle avait été proclamée candidate à la vice-présidence avec Óscar Berger comme président; et selon la loi, elle a dû démissionner 6 mois avant les élections, bien qu'elle n'ait pas cessé d'être députée au Congrès parce qu'il n'était pas interdit d'être candidat.

### Candidat à la vice-présidence
Lors de ces élections, avec 31,69 % des voix au second tour, elle est battue par Alfonso Portillo et Juan Francisco Reyes.

### Fin de sa carrière politique
Au terme de son mandat de députée le 14 janvier 2000, elle se retire de la politique et du parti. Son mari est l'un des fondateurs de Union nationale de l'espérance en 2002. Elle est nommée registraire de la propriété en 2004 lorsque son ancien colistier Óscar Berger a remporté la présidence. En 2014, elle brigue le poste de magistrate du Tribunal suprême électoral et fait partie de la liste de 40 candidats soumise au Congrès, mais elle n'est pas élue.